# Gérard Bourgadier
Gérard Bourgadier est un éditeur français né le 28 janvier 1934 à Poitiers, dans le département de la Vienne et mort le 6 novembre 2017 à Paris.

## Biographie
Fils de garagiste, Gérard Bourgadier travaille d'abord dans l'entreprise familiale. Mais après des études de Droit à l'Université de Poitiers, il commence une carrière dans le monde littéraire en devenant libraire à Paris en 1967.
Il entre dans le monde de l'édition en tant qu'attaché de presse et représentant chez François Maspero, avant d'intégrer le Centre de Diffusion de l'Édition (CDE) en tant que chef des ventes en 1975.
Il dirige ensuite les éditions Denoël au sein du groupe Gallimard, avant de créer au sein même de Gallimard le département éditorial L'Arpenteur, en 1988. Le premier livre publié par ce département est Memento Mori, de Louis Calaferte, puis suivront Les Malavoglia de Giovanni Verga et Danube de Claudio Magris. Au début des années 1990, Gérard Bourgadier publie les trois premiers livres de Christine Angot, Vu du ciel, Not to be et Léonore, toujours. En 1997, La première gorgée de bière et autres plaisirs minuscules de Philippe Delerm connaît un immense succès.
Gérard Bourgadier abandonne ses activités en 2011 pour raisons de santé.
Également amateur de jazz (il édite en 1996 un livre hommage au pianiste Théolonius Monk) et militant au Parti Communiste Français jusqu'à l'insurrection de Budapest en 1956, Gérard Bourgadier laisse l'image d'un homme "cool", "atypique, amoureux du langage et grand défenseur de la liberté de publier", "appartenant à la catégorie raréfiée de l'amateur de littérature", comme disait de lui Louis Calaferte.